# Effet Schüfftan

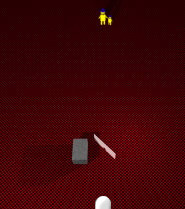
Exemple d'effet Schüfftan.

L'effet Schüfftan est un effet spécial inventé par Eugen Schüfftan. Il permet, grâce à un miroir semi-réfléchissant incliné, de mélanger dans une même prise de vue, des décors de taille réelle et des maquettes, donnant ainsi l'illusion d'un décor continu, par perspective forcée. Cette technique a été abondamment utilisée dans les films fantastiques, ainsi que dans les films expressionnistes.